# Insurgência jihadista no Iraque (2017–presente)
A Insurgência jihadista no Iraque é uma insurgência contínua de baixa intensidade que começou no final de 2017 depois que o Estado Islâmico do Iraque e do Levante (EIIL) perdeu o controle territorial na Guerra Iraquiana de 2013 a 2017. O Estado Islâmico e seus aliados Bandeiras Brancas lutam contra os militares iraquianos (em grande parte apoiados pelos Estados Unidos e outros países que conduzem ataques aéreos contra os jihadistas) e forças paramilitares aliadas (em grande parte apoiadas pelo Irã).

## Contexto
A insurgência é uma continuação direta da Guerra Iraquiana de 2013 a 2017, com o Estado Islâmico continuando a oposição armada contra o governo iraquiano liderado pelos xiitas. Junto com o Estado Islâmico do Iraque e do Levante, outros insurgentes que lutam contra o governo incluem um grupo conhecido como Bandeiras Brancas, que é supostamente composto por ex-membros do Estado Islâmico e rebeldes curdos e é considerado pelo governo do Iraque como parte do Ansar al-Islam e possivelmente afiliado à Al-Qaeda.  O grupo opera principalmente na província de Kirkuk e tem usado uma variedade de táticas de guerrilha contra as forças do governo. Em setembro de 2017, Abu Bakr al-Baghdadi, o líder do Estado Islâmico, convocou seus apoiadores em todo o mundo para lançar ataques à mídia ocidental e continuou em sua mensagem que o Estado Islâmico deve se concentrar no combate ao ataque em duas frentes à Ummah muçulmana; essas declarações marcaram um afastamento da retórica anterior que estava focada na construção do Estado e anunciou uma mudança na estratégia do Estado Islâmico em direção a uma insurgência clássica. 

## Curso da insurgência
Desde a derrota dos jihadistas em Mossul no final de 2017 - que foi anunciada como a vitória do Iraque sobre o Estado Islâmico e amplamente considerada como o fim da guerra, e declarada como tal pelo primeiro-ministro do Iraque, Haidar al-Abadi -  vários incidentes de violência ocorreram, sendo realizados pelos lados em conflito, apesar da declaração de vitória do Iraque. O grupo é amplamente visto como distante e continua a manter uma presença em todo o Iraque, sendo ainda capaz de realizar ataques e escaramuças contra as forças pró-governo.  O Estado Islâmico tem travado uma guerra de guerrilha com uma forte presença nas províncias de Kirkuk, Diyala, Saladin e Sulaymaniyah, com forças locais mal equipadas e inexperientes, além de tirar vantagem das áreas de terreno acidentado para realizar as operações. O Estado Islâmico também fez uma presença notável nas cidades de Kirkuk, Hawija e Tuz Khurmato e realiza ataques noturnos em áreas rurais.
Os combatentes do Estado Islâmico também se movem pelas aldeias durante o dia sem a interferência das forças de segurança, e os moradores locais foram solicitados pelos jihadistas a fornecer comida aos combatentes e informações sobre o paradeiro do pessoal iraquiano. Os moradores locais também afirmaram que os combatentes do Estado Islâmico frequentemente entram em mesquitas e exigem o Zakat para financiar a insurgência. Entre as operações do Estado Islâmico estão assassinatos, sequestros, ataques e emboscadas. 
De acordo com o Pentágono, no outono de 2018 o Estado Islâmico ainda era mais forte do que entre 2006-2007, quando o grupo proclamou o Estado Islâmico do Iraque durante sua encarnação como Al-Qaeda no Iraque, citando um relatório da ONU que afirmava que o Estado Islâmico ainda tinha 20.000-30.000 combatentes na Síria e no Iraque. Essa reivindicação de força foi simultaneamente temperada, porém, com o Pentágono dizendo que o Estado Islâmico havia perdido todo o seu território e os combatentes foram dispersos, tornando-os muito menos ameaçadores. O Pentágono previu que o Estado Islâmico perderá força por causa de sua dispersão de forma semelhante ao que aconteceu com a Al-Qaeda, ao mesmo tempo em que avisou que o grupo ainda está em posição de retornar. 
Após a derrota do Estado Islâmico, eles ficaram bastante enfraquecidos e a violência no Iraque foi drasticamente reduzida em 2018. 95 pessoas perderam a vida durante o mês de maio, o menor número em 10 anos.